# La Rocca
Pour les articles homonymes, voir Rocca.
La Rocca est un groupe irlandais d'indie pop, originaire de Dublin ; seul, Nick Haworth, le pianiste, est originaire de Lancashire, en Angleterre.

## Biographie
Le groupe est initialement formé en 2002 par des amis, Nick Haworth et Alan Redmond, à l'université de Cardiff, au Pays-de-Galles. Ils rencontrent par la suite Bjorn Baillie et son frère Simon à Cardiff. Le nom La Rocca vient d'un bar anglais de la ville de Bristol où le groupe avait fait un show.
En 2003, La Rocca sort un EP homonyme au label indépendant Wet Clay. L'EP attire l'attention du label Dangerbird Records de Los Angeles. En 2004, ils signent leur premier contrat et leur manager Tony Hoffer les convainc de quitter l'Angleterre pour Los Angeles. Une version ré-enregistrée de l'EP, intitulée Sing Song Sung d'après son morceau clé, est publiée en février 2005. Leur premier album studio, intitulé The Truth, suit en novembre la même année,,,. Il est enregistré au Sound Factory Studio B de Hollywood,. La chanson Non Believer est jouée à plusieurs reprises dans la série Les Frères Scott.
Un deuxième album, intitulé Ok, Okay, est publié en septembre 2008. Depuis la sortie de cet album, l'activité du groupe semble s'être essoufflée.

## Membres
- Bjorn Baillie - chant, guitare
- Nick Haworth - piano, guitare, chœurs
- Alan Redmond - batterie
- Simon Baillie - basse, chœurs

## Discographie

### EP
- 2005 : La Rocca (rééditée en 2006 sous le titre de Sing Sang Sung)